# Shoot-Out (snooker)
Lo Shoot-Out è un torneo professionistico di snooker, valido per il Ranking, che si è disputato nel 1990 a Stoke-on-Trent, dal 2011 al 2015 a Blackpool, nel 2016 a Reading, dal 2017 al 2020 a Watford, nel 2021 a Milton Keynes e dal 2022 a Leicester, in Inghilterra.

## Regolamento
Nello Shoot-Out sono presenti differenti regole rispetto alla classica partita di snooker.
- Ogni incontro può durare massimo 10 minuti, la partita finisce anche se un giocatore sta realizzando un break.
- I giocatori hanno a disposizione 15 secondi per ogni tiro nei primi 5 minuti, mentre negli altri 5 il tempo si riduce a 10 secondi a tiro.
- In ogni match del torneo c'è solo un frame.
- Per determinare il giocatore che andrà al tiro d'apertura i due giocatori ne fanno entrambi uno e chi fa ritornare più velocemente la bianca indietro può decidere se tirare o lasciare l'inizio del frame all'avversario.
- Per ogni fallo l'avversario avrà a disposizione la biglia bianca in mano da posizionare in ogni parte del tavolo, senza poter ricorrere alla ripetizione del tiro o al tiro dal posto dopo il fallo.
- I giocatori devono colpire almeno una sponda del tavolo con almeno una biglia.
- Se il frame finisce in parità viene rimessa sul tavolo la biglia blu e la biglia bianca che viene riposizionata nella parte alta. Appena uno dei giocatori imbuca, l'altro è costretto ad imbucare per allungare il match e se sbaglia perderà come nel calcio. Se la biglia blu non finisce nella buca cercata ma in un'altra con un rimpallo, viene considerato comunque errore.

## Storia
La prima edizione dello Shoot-Out viene vinta dal gallese Darren Morgan sull'inglese Mike Hallett per 2-1 (risultato dell'incontro). Anche in questo torneo ogni match, tranne la finale che è al meglio dei 3 frames, viene disputato con un solo frame.
Nel 2011 ritorna dopo 21 anni e viene disputato a Blackpool, come Non-Ranking. A vincerlo è Nigel Bond contro Robert Milkins. Nel 2016 viene disputato a Reading.
Dall'edizione 2017 lo Shoot-Out diventa un Titolo Ranking e ottiene sede a Watford. A vincerlo sono Anthony McGill, Michael Georgiou, Thepchaiya Un-Nooh e Michael Holt.
Nel 2021 viene disputato a Milton Keynes. A vincere è Ryan Day.

## Albo d'oro
| Edizione      | Vincitore          | Finalista       | Risultato     | Stagione              | Città         | Impianto          | Tipologia   | Note   |
| ------------- | ------------------ | --------------- | ------------- | --------------------- | ------------- | ----------------- | ----------- | ------ |
| 1990          | Darren Morgan      | Mike Hallett    | 2 - 1         | 1990-1991             | Stoke         | Trentham Gardens  | Non-Ranking | [ 13 ] |
| Non disputato | Non disputato      | Non disputato   | Non disputato | 1991-1992 - 2009-2010 |               |                   |             |        |
| 2011          | Nigel Bond         | Robert Milkins  | 62-23         | 2010-2011             | Blackpool     | Circus Arena      | Non-Ranking | [ 14 ] |
| 2012          | Barry Hawkins      | Graeme Dott     | 61-23         | 2011-2012             | Blackpool     | Circus Arena      | Non-Ranking | [ 15 ] |
| 2013          | Martin Gould       | Mark Allen      | 104-0         | 2012-2013             | Blackpool     | Circus Arena      | Non-Ranking | [ 16 ] |
| 2014          | Dominic Dale       | Stuart Bingham  | 77-19         | 2013-2014             | Blackpool     | Circus Arena      | Non-Ranking | [ 17 ] |
| 2015          | Michael White      | Xiao Guodong    | 54-48         | 2014-2015             | Blackpool     | Circus Arena      | Non-Ranking | [ 18 ] |
| 2016          | Robin Hull         | Luca Brecel     | 50-36         | 2015-2016             | Reading       | Hexagon Theatre   | Non-Ranking | [ 19 ] |
| 2017          | Anthony McGill     | Xiao Guodong    | 67-19         | 2016-2017             | Watford       | Watford Colosseum | Ranking     | [ 20 ] |
| 2018          | Michael Georgiou   | Graeme Dott     | 67-56         | 2017-2018             | Watford       | Watford Colosseum | Ranking     | [ 21 ] |
| 2019          | Thepchaiya Un-Nooh | Michael Holt    | 74-0          | 2018-2019             | Watford       | Watford Colosseum | Ranking     | [ 8 ]  |
| 2020          | Michael Holt       | Zhou Yuelong    | 64-1          | 2019-2020             | Watford       | Watford Colosseum | Ranking     | [ 9 ]  |
| 2021          | Ryan Day           | Mark Selby      | 67-24         | 2020-2021             | Milton Keynes | Marshall Arena    | Ranking     | [ 11 ] |
| 2022          | Hossein Vafaei     | Mark Williams   | 71-0          | 2021-2022             | Leicester     | Morningside Arena | Ranking     | [ 22 ] |
| 2023          | Chris Wakelin      | Julien Leclercq | 119 – 0       | 2022-2023             | Leicester     | Morningside Arena | Ranking     |        |

## Statistiche

### Finalisti
| N° | Giocatore          | Finali vinte | Finali perse | Totale |
| -- | ------------------ | ------------ | ------------ | ------ |
| 1  | Michael Holt       | 1            | 1            | 2      |
| 2  | Xiao Guodong       | 0            | 2            | 2      |
| 3  | Graeme Dott        | 0            | 2            | 2      |
| 4  | Darren Morgan      | 1            | 0            | 1      |
| 5  | Nigel Bond         | 1            | 0            | 1      |
| 6  | Barry Hawkins      | 1            | 0            | 1      |
| 7  | Martin Gould       | 1            | 0            | 1      |
| 8  | Dominic Dale       | 1            | 0            | 1      |
| 9  | Michael White      | 1            | 0            | 1      |
| 10 | Robin Hull         | 1            | 0            | 1      |
| 11 | Anthony McGill     | 1            | 0            | 1      |
| 12 | Michael Georgiou   | 1            | 0            | 1      |
| 13 | Thepchaiya Un-Nooh | 1            | 0            | 1      |
| 14 | Ryan Day           | 1            | 0            | 1      |
| 15 | Hossein Vafaei     | 1            | 0            | 1      |
| 16 | Mike Hallett       | 0            | 1            | 1      |
| 17 | Robert Milkins     | 0            | 1            | 1      |
| 18 | Mark Allen         | 0            | 1            | 1      |
| 19 | Stuart Bingham     | 0            | 1            | 1      |
| 20 | Luca Brecel        | 0            | 1            | 1      |
| 21 | Zhou Yuelong       | 0            | 1            | 1      |
| 22 | Mark Selby         | 0            | 1            | 1      |
| 23 | Mark Williams      | 0            | 1            | 1      |

### Finalisti per nazione
| N° | Nazione          | Finali vinte | Finali perse | Totale |
| -- | ---------------- | ------------ | ------------ | ------ |
| 1  | Inghilterra      | 4            | 5            | 9      |
| 2  | Galles           | 4            | 1            | 5      |
| 3  | Scozia           | 1            | 2            | 3      |
| 4  | Cina             | 0            | 3            | 3      |
| 5  | Finlandia        | 1            | 0            | 1      |
| 6  | Cipro            | 1            | 0            | 1      |
| 7  | Thailandia       | 1            | 0            | 1      |
| 8  | Iran             | 1            | 0            | 1      |
| 9  | Irlanda del Nord | 0            | 1            | 1      |
| 10 | Belgio           | 0            | 1            | 1      |

- Vincitore più giovane: Darren Morgan (24 anni, 1990), Michael White (24 anni, 2015)
- Vincitore più anziano: Nigel Bond (46 anni, 2011)

### Century break
Durante il corso delle 13 edizioni del torneo sono stati realizzati 23 century breaks.
| Giocatore          | Century breaks | Miglior break | Edizione |
| ------------------ | -------------- | ------------- | -------- |
| Martin Gould       | 3              | 135           | 2012     |
| Ronnie O'Sullivan  | 2              | 129           | 2011     |
| Mark Allen         | 1              | 142           | 2021     |
| Thepchaiya Un-Nooh | 1              | 139           | 2019     |
| Luca Brecel        | 1              | 133           | 2019     |
| Ricky Walden       | 1              | 132           | 2019     |
| David Gilbert      | 1              | 127           | 2016     |
| Mark Selby         | 1              | 125           | 2013     |
| Hossein Vafaei     | 1              | 123           | 2022     |
| Stephen Lee        | 1              | 121           | 2012     |
| Tony Knowles       | 1              | 120           | 1990     |
| Chang Bingyu       | 1              | 120           | 2020     |
| Mark King          | 1              | 112           | 2011     |
| Michael Georgiou   | 1              | 109           | 2018     |
| Jak Jones          | 1              | 107           | 2020     |
| Alfie Burden       | 1              | 106           | 2011     |
| Allan Taylor       | 1              | 103           | 2022     |
| Mark Davis         | 1              | 102           | 2018     |
| Ryan Day           | 1              | 101           | 2014     |
| Xiao Guodong       | 1              | 101           | 2020     |

### Montepremi
| Edizione | Montepremi |
| -------- | ---------- |
| 1990     | £39750     |
| 2011     | £130000    |
| 2012     | £130000    |
| 2013     | £130000    |
| 2014     | £130000    |
| 2015     | £130000    |
| 2016     | £130000    |
| 2017     | £146000    |
| 2018     | £146000    |
| 2019     | £146000    |
| 2020     | £171000    |
| 2021     | £171000    |
| 2022     | £171000    |

### Sponsor
| Edizione | Sponsor           |
| -------- | ----------------- |
| 1990     |                   |
| 2011     | CaesarsCasino.com |
| 2012     | PartyPoker.com    |
| 2013     | Betfair           |
| 2014     | 888casino         |
| 2015     | Betway            |
| 2016     | Coral             |
| 2017     | Coral             |
| 2018     | Coral             |
| 2019     | BetVictor         |
| 2020     | BetVictor         |
| 2021     | BetVictor         |
| 2022     | BetVictor         |
| 2023     | BetVictor         |